# Gypona brazilia
Gypona brazilia är en insektsart som beskrevs av Delong 1975. Gypona brazilia ingår i släktet Gypona och familjen dvärgstritar. Inga underarter finns listade i Catalogue of Life.